# Nivelación en el precio de los carburantes en Bolivia
La nivelación en el precio de los carburantes, denominada «Gasolinazo» por la oposición, y parte de la prensa y la opinión pública, se llevó a cabo mediante el decreto supremo 748 el 26 de diciembre de 2010 por el presidente interino de Bolivia, Álvaro García Linera.

## Antecedentes
El incremento del parque automotor en Bolivia y el creciente contrabando de combustible ocasionaron un aumento en el volumen de importaciones de diésel y gasolina. Comparando los primeros siete meses de 2009 y de 2010, las importaciones habían incrementado en un 68%, de 223,82 a 375,44 millones de dólares según datos del INE. Siguiendo una proyección a futuro la situación se tornaba insostenible.
Días antes de la promulgación del decreto 748 corrieron rumores sobre un posible incremento en el precio de los hidrocarburos, desmentidos por el ministro del área.

## Decreto supremo 748
El domingo 26 de diciembre de 2010, Álvaro García Linera, presidente en ejercicio, promulgó el decreto 748, incrementando el precio de:
- El litro de gasolina de 3,74 Bs a 6,47 Bs (incremento del 73%).
- El litro de gasolina especial de 4,79 Bs a 7,51 Bs (incremento del 57%).
- El litro de diésel de 3,72 Bs a 6,80 Bs (incremento del 82%).

También se aumentó el precio de otros combustibles. No se modificó el precio del gas licuado del petróleo (GLP) ni del gas natural vehicular.
El presidente interino señaló que el propósito de este incremento era para «proteger la economía boliviana». Añadió: «Ya no podemos subvencionar ni a los contrabandistas ni a los poderosos que tienen cinco carros o seis carros. Lo que queremos es que esa plata de la subvención la usemos en beneficio de los bolivianos más necesitados». La ausencia del primer mandatario fue criticada por la oposición.

## Repercusiones inmediatas
El mismo día se ser promulgado el DS 748 se presentaron largas filas en surtidores (los nuevos precios tendrían lugar a partir del día siguiente el 27 de diciembre)  y el aprovisionamiento de víveres de parte de la población, que llevaron al desabastecimiento de diversos productos en los diferentes centros de venta.
El 27 de diciembre de 2010 el autotransporte del país convocó a una huelga general indefinida. La Confederación de Empresarios Privados de Bolivia insinuó que se tendría una subida de precios en los productos. La Central Obrera Boliviana y la oposición criticaron duramente esta medida catalogándola de «neoliberal». Los empresarios no descartaron despido de trabajadores. El sector del autotransporte que acató el decreto incrementó su tarifa en 100%, vehículos de las fuerzas armadas dieron el servicio de transporte gratuito desde diferentes puntos y se suspendieron salidas en la terminal de buses de La Paz.
Se produjo un incremento de precio en diferentes elementos de la canasta familiar, e incluso la empresa del estado EMAPA subió sus precios en 10%.
A su vuelta al país el presidente respaldó y justificó la medida promulgada por su segundo al mando, en un discurso televisado a todo el país y en el cual anunció un aumento salarial a cuatro sectores del país. Este anuncio no frenó las protestas de la ciudadanía, analistas calificaron este incremento como "desmedido y discriminatorio". La preocupación de espirales inflacionarias aumentó y se añadieron a la preocupación de un corralito bancario o congelamiento de cuentas, que produjeron retiro de depósitos de las entidades financieras.
La población, organizaciones sociales y juntas vecinales se volcaron masivamente a las calles especialmente en las ciudades de La Paz, El Alto, Oruro, Cochabamba, Tarija, Sucre, Potosí, Trinidad y Cobija; mientras que en Santa Cruz hubo protestas aisladas. Los reclamos rechazaron el «gasolinazo» y llegaron a pedir la renuncia de Evo Morales de la Presidencia. En la ciudad de El Alto, una turba destrozó siete casetas del peaje de la autopista, las oficinas de Vías Bolivia. Las instalaciones de la Federación de Juntas Vecinales de El Alto (Fejuve) fueron tomadas y posteriormente saqueadas.

## Abrogación del decreto
Por la noche del 31 de diciembre de 2010, el presidente se dirigió al país para anunciar la abrogación del decreto supremo 748, y de todas aquellas medidas tomas a causa de éste apenas a cuatro días de su promulgación.
En un mensaje al país, el jefe del Estado comentó que la determinación la asumió después de un intenso análisis con su equipo de ministros y después de consultas permanentes con fuerzas y organizaciones sociales.

### Consecuencias de la promulgación y abrogación del decreto
Pese a su derogatoria, este decreto tuvo consecuencias políticas para el gobierno de Evo Morales y económicas a largo plazo para el país.
Por un lado se denunció que el alza de precios de diferentes productos no retornó a su precio original. Esto produjo un aumento significativo de la inflación en el país.
Por otro lado la imagen de Evo Morales se vio muy golpeada por este evento, y alcanzó su nivel de aprobación más bajo hasta ese momento, desde que subiera a la presidencia, con un rechazo del 67%. Para contrarrestar esta situación se elevó la campaña propagandística del partido bajo el nuevo eslogan de «Gobernar obedeciendo al pueblo».
Pasado un año y medio de la promulgación y abrogación de este decreto, el gobierno no ha promulgado ninguno semejante y se enfocó en la lucha contra el contrabando de combustible. El Gobierno Nacional estimó en $US 755 millones el gasto que demandará la subvención de los combustibles para 2012. La subvención registró $US 88 millones en primer trimestre.